# سمكة الأرنب
سمكة الأرنب (بالإنجليزية: Rabbitfish)‏، وتدعى أيضا سمكة الصافي هي فصيلة تسمى أيضا بسمكة الثعلب وهي تشبه أسماك الفراشة في بعض أنواعها ولكنها مختلفة في الفم المدبب عن أسماك الفراشة ذات الفم البارز نوعاً ما. تنمو أسماك الأرانب حتى 40 سم وتعيش منفردة وسط الشعاب المرجانية وفي الأماكن الضحلة في المحيطين الهندي والهادي وشرق البحر المتوسط وهي سريعة الخوف وتستخدم أشواكها السامة في الدفاع عن نفسها ضد أي خطر.